# 미션스쿨 (영화)
"미션스쿨"은 2015년에 개봉한 대한민국의 영화이다.

## 캐스팅
- 이바울 : 바울 역
- 임정은 : 엄마 역
- 권우경 : 교목실장 역
- 승의열 : 교장 역
- 리우진 : 학생주임 역
- 김혜화 : 담임 역
- 윤금선아 : 은지 역
- 권방혁 : 민호 역
- 윤상호 : 장로회장 역
- 정연심 : 장학사 역
- 조운 : 사복경찰 역
- 허정진 : 기자 1 역
- 문영옥 : 기자 2 역
- 송생애 : 학부모 1 역
- 문상희 : 학부모 2 역
- 김민체 : 학부모 3 역
- 송효주 : 학부모 4 / 국회 앞 시위대 역
- 고훈목 : 경찰 1
- 전성원 : 경찰 2  역
- 장재권 : 의사 / 보좌관 역
- 박준영 : 119대원 1 역
- 조주환 : 119대원 2 역
- 고기혁 : 장로회 서기 역
- 정래석 : 종로회 총무 역
- 이종승 : 종교단체회장 역
- 정준훈 : 시비거는 아저씨 역
- 권택기 : 국회 앞 시위대 역
- 신용숙 : 국회 앞 시위대 역
- 이경훈 : 변호사 역
- 오수지 : 음악선생님 역
- 안덕용 : 공의의사 역
- 공혜진 : 간호사 역
- 최원준 : 학생 1 역
- 전유성 : 학생 2 역
- 윤정훈 : 학생 3 역
- 최승하 : 음악실 학생 역
- 한민호 : 교무실 선생님 역
- 김재연 : 국회의원 역 (우정출연)
- 허경영 : 이사장 역 (우정출연)